# Isakovič
Isakovič je priimek v Sloveniji, ki ga je po podatkih Statističnega urada Republike Slovenije na dan 1. januarja 2010 uporabljalo manj kot 5 oseb.

## Pomembni nosilci priimka
- Neda Isakovič, prejemnica Čopovega priznanja leta 2005
- Sara Isakovič (1988 -), plavalka, prejemnica olimpijske medalje